# 니시초시정
니시초시정(西銚子町)은 지바현 가이조군에 일찍이 존재했던 정이다.

## 지리
- 현재의 조시시 북부에 해당한다.
- 마을은 도네강 남쪽 기슭에 위치해 있다.
- 마을은 고원과 평지가 뒤섞인 골짜기가 많은 지형이다.

## 역사
- 1889년 4월 1일 - 정촌제 시행에 수반해 가이조군 니시초시촌이 성립하였다.
- 1891년 8월 14일 - 정으로 승격해 니시초시정이 되었다.
- 1933년 2월 11일 - 모토초시정, 조시정, 도요우라촌과 합병해, 조시시가 성립하여, 동일 니시초시정은 폐지되었다.

## 인구
| 1891년 | 3,319 |
| 1908년 | 3,656 |
| 1920년 | 3,993 |

## 교통

### 철도
- 일본국유철도 (→ 동일본 여객철도)
  - 소부 본선
  - 나리타선

## 참고문헌
- 角川日本地名大辞典編纂委員会『角川日本地名大辞典 12 千葉県』、角川書店、1984年 ISBN 4040011201